# Jesmond Delia
Jesmond Delia (20 marzo 1967) è un ex calciatore maltese, di ruolo difensore.

## Carriera

### Club
Ha giocato nella massima serie del campionato maltese con varie squadre.

### Nazionale
Con la Nazionale maltese ha giocato 11 partite dal 1989 al 1995.